# Municipio de Nutbush
El municipio de Nutbush (en inglés: Nutbush Township) es un municipio ubicado en el  condado de Warren en el estado estadounidense de Carolina del Norte. En el año 2010 tenía una población de 2.538 habitantes.

## Geografía
El municipio de Nutbush se encuentra ubicado en las coordenadas 36°28′28.52″N 78°16′30.98″O / 36.4745889, -78.2752722.